# Poritia taimana
Poritia taimana är en fjärilsart som beskrevs av Hans Fruhstorfer 1917. Poritia taimana ingår i släktet Poritia och familjen juvelvingar. Inga underarter finns listade i Catalogue of Life.